# أولغا فاشوتشيك
أولغا فاشوتشيك (بالأوكرانية: Ольга Ващук)‏ مواليد 13 أغسطس 1987 في زاباروجيا، أوكرانيا، هي لاعبة كرة يد أوكرانية تلعب كظهير أيمن. مثلت منتخب أوكرانيا لكرة اليد للسيدات.

## سجل المنافسة
شاركت في البطولات التالية:
- بطولة أوروبا لكرة اليد للسيدات 2012